# جان واترز (دوچرخه‌سوار)
جان واترز (انگلیسی: John Watters؛ زادهٔ ۲۴ فوریهٔ ۱۹۵۵) دوچرخه‌سوار اهل استرالیا است. وی در بازی‌های المپیک تابستانی ۱۹۸۴ شرکت کرده است.